# Jianchangosaurus yixianensis
Jianchangosaurus yixianensis es la única especie conocida del género extinto Jianchangosaurus de dinosaurio terópodo tericinosauriano basal, que vivió a principios del período Cretácico, hace aproximadamente 126 millones de años, en lo que hoy es Asia.

## Descripción
El espécimen holotipo de Jianchangosaurus 41HIII-0308A es un esqueleto casi completo de un único individuo juvenil, que solo carece de la parte distal de la cola. Se estima que Jianchangosaurus medía un metro de altura hasta las caderas y aproximadamente 2 metros de largo. En este género se encuentran cinco vértebras sacrales, una condición que es similar a la de otros tericinosaurios basales. El húmero mide 158,5 milímetros de longitud y es 7% más corto que la escápula. La ulna mide 124.3 milímetros de largo y abarca el 78% de la longitud del húmero, lo cual se aproxima a la proporción observada en el tericinosaurio basal Falcarius utahensis en la que es del 77%. El pubis es 20% más largo que el isquion, y se proyecta anteroventralmente y no exhibe la condición opistopúbica. La tibia, de 316 milímetros, es 1,5 veces más larga que el fémur, 206 milímetros, la cual es la más alta proporción conocida en tericinosaurios, una adaptación que está fuertemente correlacionada con el desarrollo de los hábitos cursoriales en los dinosaurios.

### Cráneo

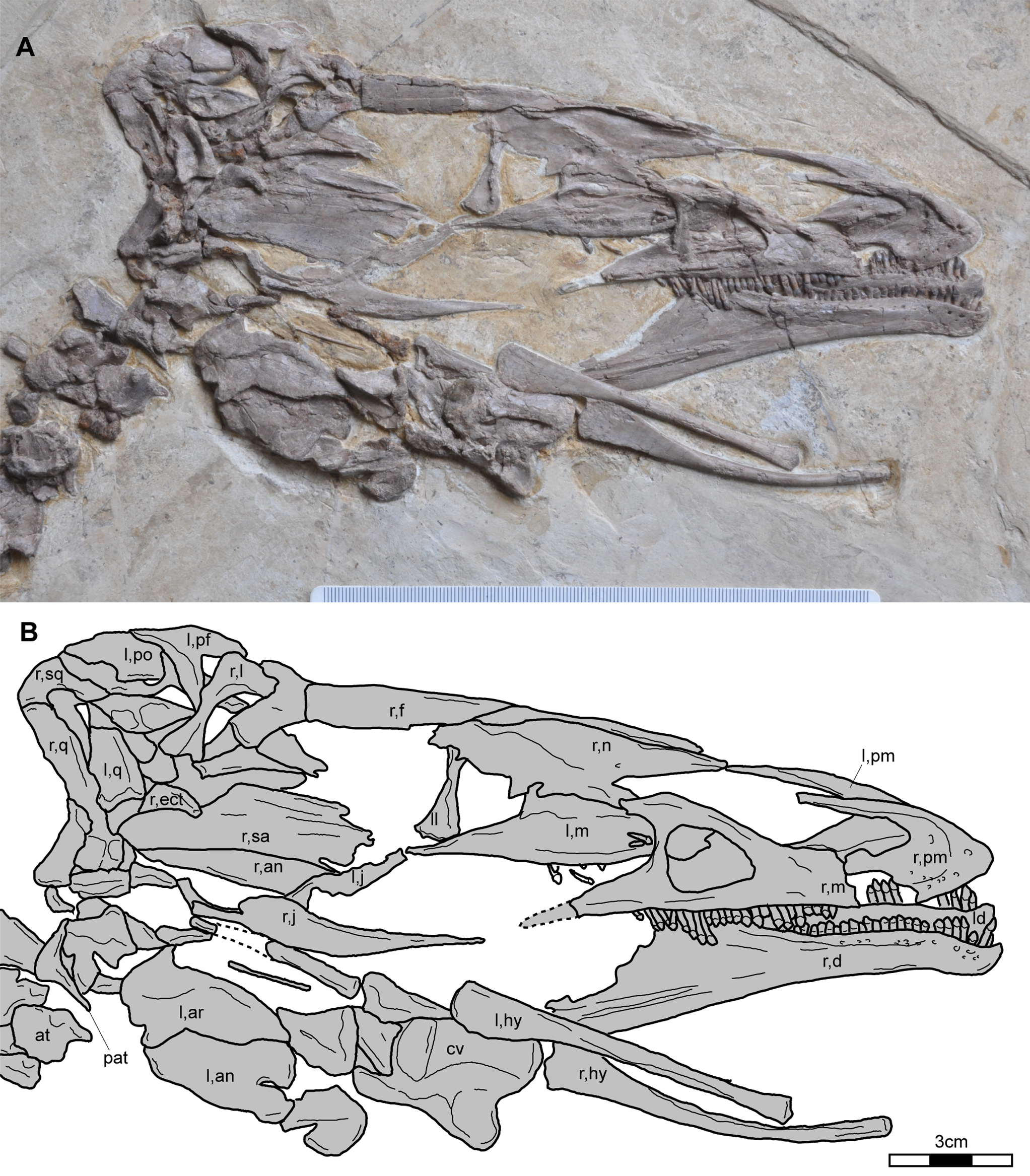
Primer plano del cráneo.

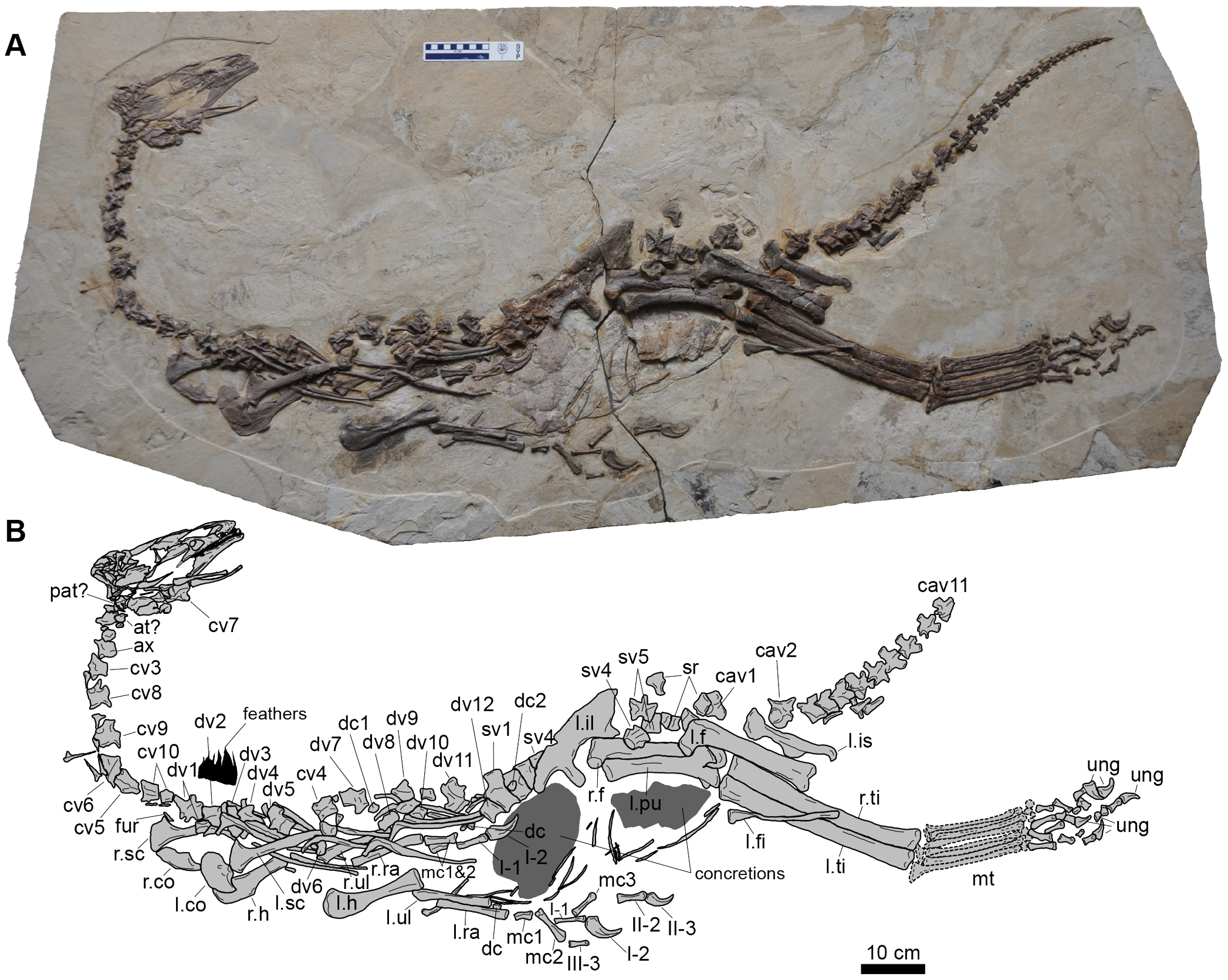
El fósil e ilustración del holotipo 41HIII-0308A.

El cráneo está en buena conservación y está casi completo, faltando solo la porción del ventral lagrimal, el yugal posterior, el postorbital, el borde anterior del cuadrado y los huesos surangulares anteriores. Jianchangosaurus posee 27 dientes maxilares y aproximadamente 25 a 28 dientes dentarios. Los investigadores observaron, que, en la parte frontal de la mandíbula superior, el premaxilar es desdentada, cuando se compara con la larga región desdentada de Erlikosaurus andrewsi, la de Jianchangosaurus yixianensis es relativamente corto y plantearon la hipótesis de que estaba cubierta por un rhamphotheca. Esto también es apoyado por la presencia de una serie de foraminas lo largo del margen bucal en la superficie lateral del premaxilar. En comparación, en la mayoría de las aves modernas, el pico crece y se gasta de manera continua y, en algunas especies, su color varía según la temporada. La parte frontal de la mandíbula inferior está girada hacia abajo y, en combinación con la rhamphotheca de la mandíbula superior, funciona para arrancar la comida. El cráneo mide 230 milímetros de longitud y es un 10% más largo que el fémur, una condición que Beipiaosaurus inexpectus no comparte. Las características derivadas presentes en el cráneo de este género sugieren adaptaciones para alimentarse de material vegetal.

### Dentición

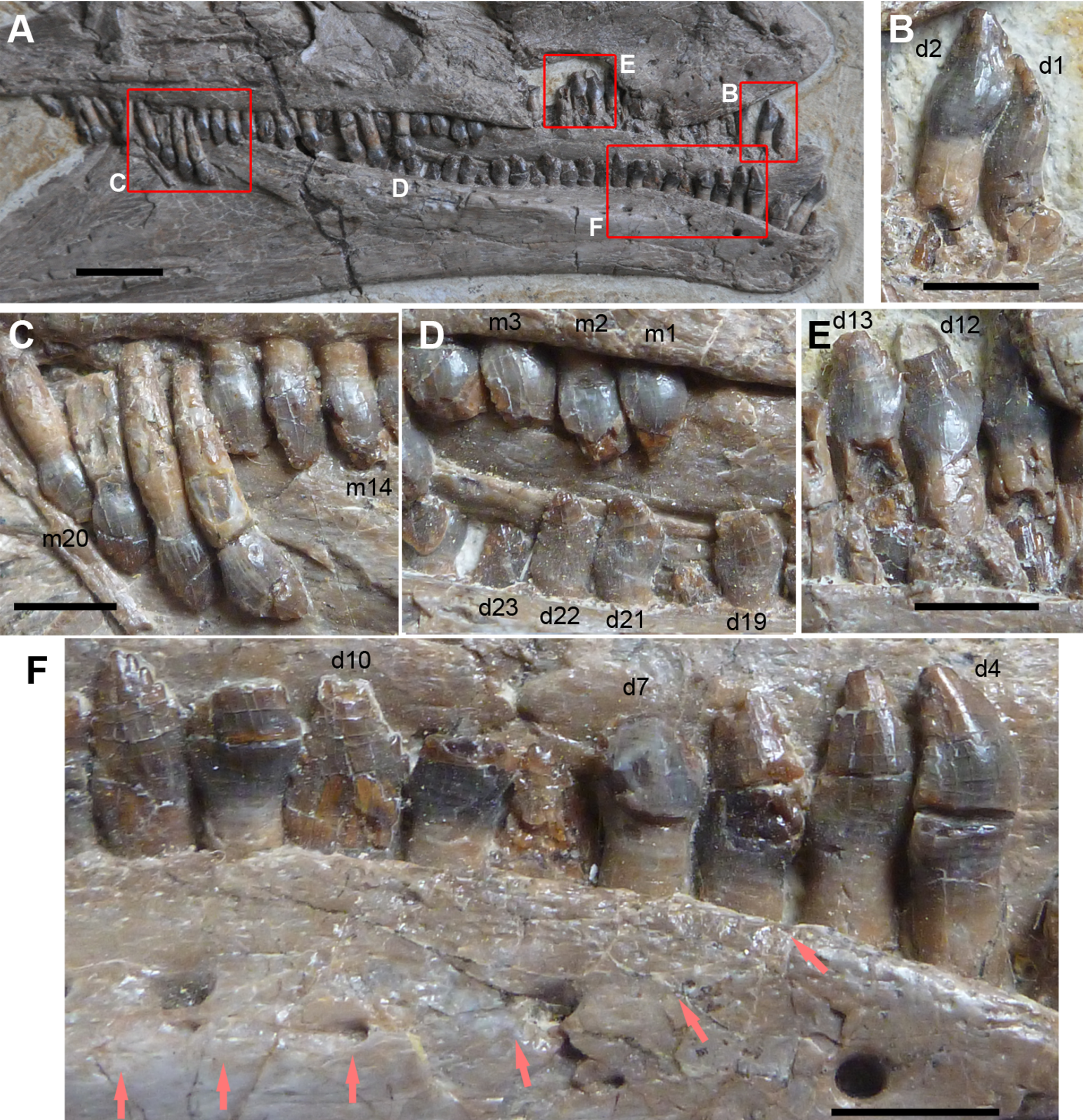
Dentición.

Jianchangosaurus posee 27 dientes maxilares y aproximadamente 25 a 28 dientes dentarios, diçonde los dentículos en el margen de las coronas equivalen a tres por milímetro, similar a Beipiaosaurus, pero más que en Falcarius. Las coronas de sus dientes disminuyen de tamaño a medida que avanzan hacia la parte posterior del cráneo. Los dientes en la mandíbula superior exhiben la morfología dental convencional, en la que la superficie del diente que mira hacia el exterior de la boca es convexa. Los dientes en la mandíbula inferior poseen la morfología invertida, donde la superficie del diente que mira hacia el exterior es cóncava. Pu et al. en 2013, notaron que esta morfología dental "probablemente maximiza el estrés de mordedura durante la oclusión para cortar fibras de material vegetal, similar a ornitópodos y ceratopsianos".

### Impresiones de plumas

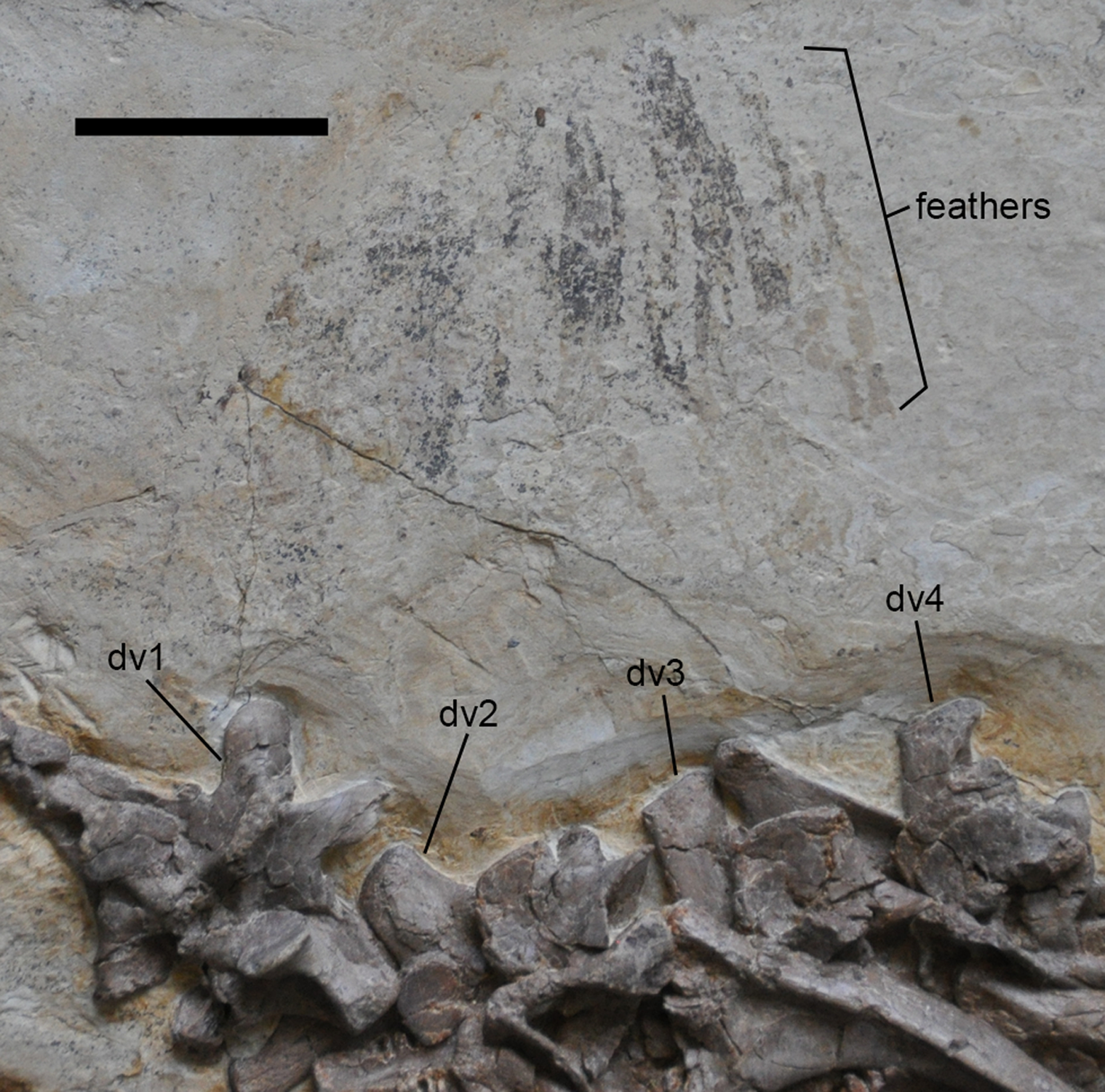
Impresiones de plumas.

Las impresiones de una serie de plumas anchas y no ramificadas fueron descubiertas con los fósiles. Solo los extremos distales de las impresiones de plumas son visibles. Sobre la base de su morfología, las plumas se consideran primitivas y se asemejan a las que se encuentran a lo largo del cuello de Beipiaosaurus, que se recolectaron en la misma formación. Los autores señalaron que la "presencia de plumas filamentosas anchas alargadas (EBFF) sugiere que podrían haberse utilizado para la visualización".

### Etapa Ontogenética
El único esqueleto de Jianchangosaurus conocido es el de un individuo juvenil. La evidencia morfológica que respalda la inmadurez ontogenética consiste en la observación de que las suturas neurocentrales están abiertas, es decir, no fusionadas, en todas las vértebras cervicales y dorsales, así como en las costillas cervicales  y en los centros sacros. La escápula y el coracoide tampoco están fusionados, lo que, según los autores, puede ser una característica ontogenética en Jianchangosaurus, lo que también sugiere que es un juvenil. Esta condición, sin embargo, también se observa en tericinosáuridos basales adultos.

### Diagnóstico
De acuerdo con Pu et al. en 2013, Jianchangosaurus puede ser distinguido basado en las siguientes características. La presencia de 27 dientes maxilares densamente agrupados. El borde dorsal de la fenestra anteorbital se forma por el maxilar, el hueso nasal y el hueso lacrimal, pero la mayor parte del borde está formado por el nasal. No hay participación del hueso yugal en el borde de la fenestra anteorbital. Un breve diastema se encuentra en la punta anterior del hueso dentario. Los dientes del dentario tienen una superficie labial cóncava y una superficie lingual convexa, esta condición se halla en todos los dientes excepto los seis anteriores. La carencia de hipapófisis en las vértebras dorsales anteriores. Los centros caudales anteriores tienen una sección transversal oval en la cara articular que es tan alta como ancha. La presencia de unguales de la mano apenas curvados con tubérculos flexores débiles posicionados ventralmente con respecto a la cara articular. El ilion es poco profundo y alargado. El borde que lindaba con la fosa del cuppedicus confluye con el borde acetabular. Hay un contacto extenso entre la plataforma púbica.

## Descubrimiento e investigación
Sus restos fósiles, un espécimen juvenil casi completo, le falta de la parte distal de la cola, han aparecido en la Formación Yixian en Liaoning, noreste de China. Se calcula que medía dos metros de largo y tenía un metro de altura en la cadera. Un análisis filogenético inicial sitúa este tericinosauriano entre Falcarius y Beipiaosaurus.

### Etimología
El nombre del género Jianchangosaurus significa "lagarto de Jianchang", derivado del condado de Jianchang, en la provincia de Liaoning, en donde se halló el espécimen, y el término griego "sauros" (σαυρος) que se traduce como "lagarto" El nombre de la especie, yixianensis, se refiere a la Formación Yixian de la que porceden sus fósiles, y el sufijo latino "-ensis" que significa "originado en".  Jianchangosaurus fue descrito y nombrado por Hanyong Pu, Yoshitsugu Kobayashi, Junchang Lu, Li Xu, Yanhua Wu, Huali Chang, Jiming Zhang y Songhai Jia en 2013.

## Clasificación
Como los dinosaurios Falcarius utahensis y Beipiaosaurus inexpectus, Jianchangosaurus fue clasificado como un tericinosaurio basal. Los análisis filogenético sugieren que es más derivado que Falcarius pero más primitivo que Beipiaosaurus. Jianchangosaurus yixianensis es el único tericinosaurio conocido que posee una cola con centros caudales que tienen una forma oval. El siguiente es un cladograma basado en el análisis filogenético realizado por Pu et al. en 2013, mostrando las relaciones de Jianchangosaurus:

### Filogenia

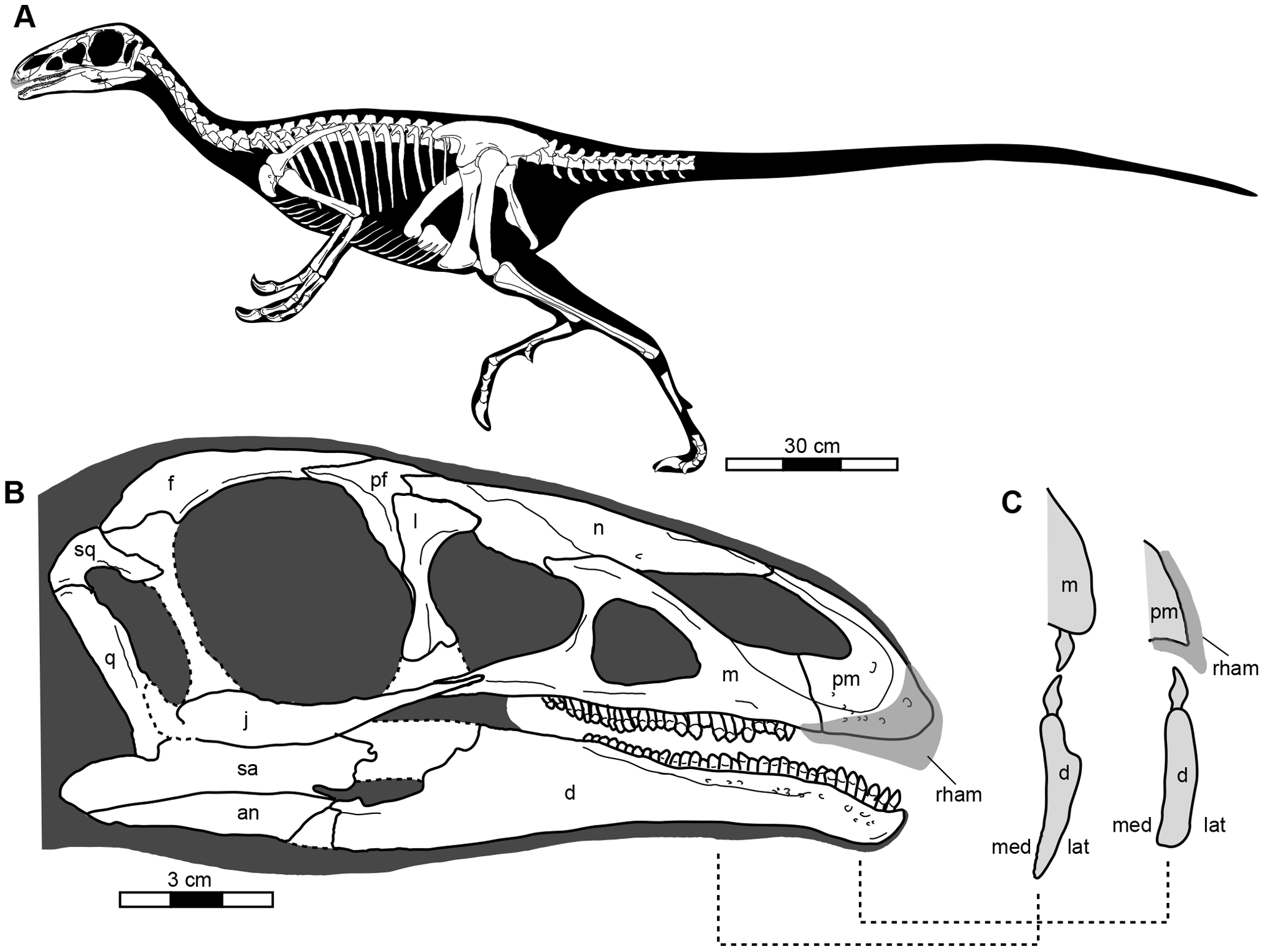
Recreación esquemática del esqueleto.

|  | †Erliansaurus |
|  | |
|  | †Nanshiungosaurus |
|  | |
|  | †Neimongosaurus |
|  | |
|  | \| \| †Segnosaurus \| \| \| \| \| \| †Erlikosaurus \| \| \| \| \| \| †Suzhousaurus \| \| \| \| \| \| †Enigmosaurus \| \| \| \| \| \| †Therizinosaurus \| \| \| \| \| \| †Nothronychus mckinleyi \| \| \| \| \| \| †Nothronychus graffami \| \| \| \| |
|  | |
|  | †Segnosaurus |
|  | |
|  | †Erlikosaurus |
|  | |
|  | †Suzhousaurus |
|  | |
|  | †Enigmosaurus |
|  | |
|  | †Therizinosaurus |
|  | |
|  | †Nothronychus mckinleyi |
|  | |
|  | †Nothronychus graffami |
|  | |

|  | †Segnosaurus            |
|  |                         |
|  | †Erlikosaurus           |
|  |                         |
|  | †Suzhousaurus           |
|  |                         |
|  | †Enigmosaurus           |
|  |                         |
|  | †Therizinosaurus        |
|  |                         |
|  | †Nothronychus mckinleyi |
|  |                         |
|  | †Nothronychus graffami  |
|  |                         |

|  | †Erliansaurus |
|  | |
|  | †Nanshiungosaurus |
|  | |
|  | †Neimongosaurus |
|  | |
|  | \| \| †Segnosaurus \| \| \| \| \| \| †Erlikosaurus \| \| \| \| \| \| †Suzhousaurus \| \| \| \| \| \| †Enigmosaurus \| \| \| \| \| \| †Therizinosaurus \| \| \| \| \| \| †Nothronychus mckinleyi \| \| \| \| \| \| †Nothronychus graffami \| \| \| \| |
|  | |
|  | †Segnosaurus |
|  | |
|  | †Erlikosaurus |
|  | |
|  | †Suzhousaurus |
|  | |
|  | †Enigmosaurus |
|  | |
|  | †Therizinosaurus |
|  | |
|  | †Nothronychus mckinleyi |
|  | |
|  | †Nothronychus graffami |
|  | |

|  | †Segnosaurus            |
|  |                         |
|  | †Erlikosaurus           |
|  |                         |
|  | †Suzhousaurus           |
|  |                         |
|  | †Enigmosaurus           |
|  |                         |
|  | †Therizinosaurus        |
|  |                         |
|  | †Nothronychus mckinleyi |
|  |                         |
|  | †Nothronychus graffami  |
|  |                         |

|  | †Erliansaurus |
|  | |
|  | †Nanshiungosaurus |
|  | |
|  | †Neimongosaurus |
|  | |
|  | \| \| †Segnosaurus \| \| \| \| \| \| †Erlikosaurus \| \| \| \| \| \| †Suzhousaurus \| \| \| \| \| \| †Enigmosaurus \| \| \| \| \| \| †Therizinosaurus \| \| \| \| \| \| †Nothronychus mckinleyi \| \| \| \| \| \| †Nothronychus graffami \| \| \| \| |
|  | |
|  | †Segnosaurus |
|  | |
|  | †Erlikosaurus |
|  | |
|  | †Suzhousaurus |
|  | |
|  | †Enigmosaurus |
|  | |
|  | †Therizinosaurus |
|  | |
|  | †Nothronychus mckinleyi |
|  | |
|  | †Nothronychus graffami |
|  | |

|  | †Segnosaurus            |
|  |                         |
|  | †Erlikosaurus           |
|  |                         |
|  | †Suzhousaurus           |
|  |                         |
|  | †Enigmosaurus           |
|  |                         |
|  | †Therizinosaurus        |
|  |                         |
|  | †Nothronychus mckinleyi |
|  |                         |
|  | †Nothronychus graffami  |
|  |                         |

|  | †Erliansaurus |
|  | |
|  | †Nanshiungosaurus |
|  | |
|  | †Neimongosaurus |
|  | |
|  | \| \| †Segnosaurus \| \| \| \| \| \| †Erlikosaurus \| \| \| \| \| \| †Suzhousaurus \| \| \| \| \| \| †Enigmosaurus \| \| \| \| \| \| †Therizinosaurus \| \| \| \| \| \| †Nothronychus mckinleyi \| \| \| \| \| \| †Nothronychus graffami \| \| \| \| |
|  | |
|  | †Segnosaurus |
|  | |
|  | †Erlikosaurus |
|  | |
|  | †Suzhousaurus |
|  | |
|  | †Enigmosaurus |
|  | |
|  | †Therizinosaurus |
|  | |
|  | †Nothronychus mckinleyi |
|  | |
|  | †Nothronychus graffami |
|  | |

|  | †Segnosaurus            |
|  |                         |
|  | †Erlikosaurus           |
|  |                         |
|  | †Suzhousaurus           |
|  |                         |
|  | †Enigmosaurus           |
|  |                         |
|  | †Therizinosaurus        |
|  |                         |
|  | †Nothronychus mckinleyi |
|  |                         |
|  | †Nothronychus graffami  |
|  |                         |

|  | †Erliansaurus |
|  | |
|  | †Nanshiungosaurus |
|  | |
|  | †Neimongosaurus |
|  | |
|  | \| \| †Segnosaurus \| \| \| \| \| \| †Erlikosaurus \| \| \| \| \| \| †Suzhousaurus \| \| \| \| \| \| †Enigmosaurus \| \| \| \| \| \| †Therizinosaurus \| \| \| \| \| \| †Nothronychus mckinleyi \| \| \| \| \| \| †Nothronychus graffami \| \| \| \| |
|  | |
|  | †Segnosaurus |
|  | |
|  | †Erlikosaurus |
|  | |
|  | †Suzhousaurus |
|  | |
|  | †Enigmosaurus |
|  | |
|  | †Therizinosaurus |
|  | |
|  | †Nothronychus mckinleyi |
|  | |
|  | †Nothronychus graffami |
|  | |

|  | †Segnosaurus            |
|  |                         |
|  | †Erlikosaurus           |
|  |                         |
|  | †Suzhousaurus           |
|  |                         |
|  | †Enigmosaurus           |
|  |                         |
|  | †Therizinosaurus        |
|  |                         |
|  | †Nothronychus mckinleyi |
|  |                         |
|  | †Nothronychus graffami  |
|  |                         |

|  | †Erliansaurus |
|  | |
|  | †Nanshiungosaurus |
|  | |
|  | †Neimongosaurus |
|  | |
|  | \| \| †Segnosaurus \| \| \| \| \| \| †Erlikosaurus \| \| \| \| \| \| †Suzhousaurus \| \| \| \| \| \| †Enigmosaurus \| \| \| \| \| \| †Therizinosaurus \| \| \| \| \| \| †Nothronychus mckinleyi \| \| \| \| \| \| †Nothronychus graffami \| \| \| \| |
|  | |
|  | †Segnosaurus |
|  | |
|  | †Erlikosaurus |
|  | |
|  | †Suzhousaurus |
|  | |
|  | †Enigmosaurus |
|  | |
|  | †Therizinosaurus |
|  | |
|  | †Nothronychus mckinleyi |
|  | |
|  | †Nothronychus graffami |
|  | |

|  | †Segnosaurus            |
|  |                         |
|  | †Erlikosaurus           |
|  |                         |
|  | †Suzhousaurus           |
|  |                         |
|  | †Enigmosaurus           |
|  |                         |
|  | †Therizinosaurus        |
|  |                         |
|  | †Nothronychus mckinleyi |
|  |                         |
|  | †Nothronychus graffami  |
|  |                         |

|  | †Erliansaurus |
|  | |
|  | †Nanshiungosaurus |
|  | |
|  | †Neimongosaurus |
|  | |
|  | \| \| †Segnosaurus \| \| \| \| \| \| †Erlikosaurus \| \| \| \| \| \| †Suzhousaurus \| \| \| \| \| \| †Enigmosaurus \| \| \| \| \| \| †Therizinosaurus \| \| \| \| \| \| †Nothronychus mckinleyi \| \| \| \| \| \| †Nothronychus graffami \| \| \| \| |
|  | |
|  | †Segnosaurus |
|  | |
|  | †Erlikosaurus |
|  | |
|  | †Suzhousaurus |
|  | |
|  | †Enigmosaurus |
|  | |
|  | †Therizinosaurus |
|  | |
|  | †Nothronychus mckinleyi |
|  | |
|  | †Nothronychus graffami |
|  | |

|  | †Segnosaurus            |
|  |                         |
|  | †Erlikosaurus           |
|  |                         |
|  | †Suzhousaurus           |
|  |                         |
|  | †Enigmosaurus           |
|  |                         |
|  | †Therizinosaurus        |
|  |                         |
|  | †Nothronychus mckinleyi |
|  |                         |
|  | †Nothronychus graffami  |
|  |                         |

|  | †Erliansaurus |
|  | |
|  | †Nanshiungosaurus |
|  | |
|  | †Neimongosaurus |
|  | |
|  | \| \| †Segnosaurus \| \| \| \| \| \| †Erlikosaurus \| \| \| \| \| \| †Suzhousaurus \| \| \| \| \| \| †Enigmosaurus \| \| \| \| \| \| †Therizinosaurus \| \| \| \| \| \| †Nothronychus mckinleyi \| \| \| \| \| \| †Nothronychus graffami \| \| \| \| |
|  | |
|  | †Segnosaurus |
|  | |
|  | †Erlikosaurus |
|  | |
|  | †Suzhousaurus |
|  | |
|  | †Enigmosaurus |
|  | |
|  | †Therizinosaurus |
|  | |
|  | †Nothronychus mckinleyi |
|  | |
|  | †Nothronychus graffami |
|  | |

|  | †Segnosaurus            |
|  |                         |
|  | †Erlikosaurus           |
|  |                         |
|  | †Suzhousaurus           |
|  |                         |
|  | †Enigmosaurus           |
|  |                         |
|  | †Therizinosaurus        |
|  |                         |
|  | †Nothronychus mckinleyi |
|  |                         |
|  | †Nothronychus graffami  |
|  |                         |

|  | †Erliansaurus |
|  | |
|  | †Nanshiungosaurus |
|  | |
|  | †Neimongosaurus |
|  | |
|  | \| \| †Segnosaurus \| \| \| \| \| \| †Erlikosaurus \| \| \| \| \| \| †Suzhousaurus \| \| \| \| \| \| †Enigmosaurus \| \| \| \| \| \| †Therizinosaurus \| \| \| \| \| \| †Nothronychus mckinleyi \| \| \| \| \| \| †Nothronychus graffami \| \| \| \| |
|  | |
|  | †Segnosaurus |
|  | |
|  | †Erlikosaurus |
|  | |
|  | †Suzhousaurus |
|  | |
|  | †Enigmosaurus |
|  | |
|  | †Therizinosaurus |
|  | |
|  | †Nothronychus mckinleyi |
|  | |
|  | †Nothronychus graffami |
|  | |

|  | †Segnosaurus            |
|  |                         |
|  | †Erlikosaurus           |
|  |                         |
|  | †Suzhousaurus           |
|  |                         |
|  | †Enigmosaurus           |
|  |                         |
|  | †Therizinosaurus        |
|  |                         |
|  | †Nothronychus mckinleyi |
|  |                         |
|  | †Nothronychus graffami  |
|  |                         |

|  | †Erliansaurus |
|  | |
|  | †Nanshiungosaurus |
|  | |
|  | †Neimongosaurus |
|  | |
|  | \| \| †Segnosaurus \| \| \| \| \| \| †Erlikosaurus \| \| \| \| \| \| †Suzhousaurus \| \| \| \| \| \| †Enigmosaurus \| \| \| \| \| \| †Therizinosaurus \| \| \| \| \| \| †Nothronychus mckinleyi \| \| \| \| \| \| †Nothronychus graffami \| \| \| \| |
|  | |
|  | †Segnosaurus |
|  | |
|  | †Erlikosaurus |
|  | |
|  | †Suzhousaurus |
|  | |
|  | †Enigmosaurus |
|  | |
|  | †Therizinosaurus |
|  | |
|  | †Nothronychus mckinleyi |
|  | |
|  | †Nothronychus graffami |
|  | |

|  | †Segnosaurus            |
|  |                         |
|  | †Erlikosaurus           |
|  |                         |
|  | †Suzhousaurus           |
|  |                         |
|  | †Enigmosaurus           |
|  |                         |
|  | †Therizinosaurus        |
|  |                         |
|  | †Nothronychus mckinleyi |
|  |                         |
|  | †Nothronychus graffami  |
|  |                         |

|  | †Erliansaurus |
|  | |
|  | †Nanshiungosaurus |
|  | |
|  | †Neimongosaurus |
|  | |
|  | \| \| †Segnosaurus \| \| \| \| \| \| †Erlikosaurus \| \| \| \| \| \| †Suzhousaurus \| \| \| \| \| \| †Enigmosaurus \| \| \| \| \| \| †Therizinosaurus \| \| \| \| \| \| †Nothronychus mckinleyi \| \| \| \| \| \| †Nothronychus graffami \| \| \| \| |
|  | |
|  | †Segnosaurus |
|  | |
|  | †Erlikosaurus |
|  | |
|  | †Suzhousaurus |
|  | |
|  | †Enigmosaurus |
|  | |
|  | †Therizinosaurus |
|  | |
|  | †Nothronychus mckinleyi |
|  | |
|  | †Nothronychus graffami |
|  | |

|  | †Segnosaurus            |
|  |                         |
|  | †Erlikosaurus           |
|  |                         |
|  | †Suzhousaurus           |
|  |                         |
|  | †Enigmosaurus           |
|  |                         |
|  | †Therizinosaurus        |
|  |                         |
|  | †Nothronychus mckinleyi |
|  |                         |
|  | †Nothronychus graffami  |
|  |                         |

|  | †Erliansaurus |
|  | |
|  | †Nanshiungosaurus |
|  | |
|  | †Neimongosaurus |
|  | |
|  | \| \| †Segnosaurus \| \| \| \| \| \| †Erlikosaurus \| \| \| \| \| \| †Suzhousaurus \| \| \| \| \| \| †Enigmosaurus \| \| \| \| \| \| †Therizinosaurus \| \| \| \| \| \| †Nothronychus mckinleyi \| \| \| \| \| \| †Nothronychus graffami \| \| \| \| |
|  | |
|  | †Segnosaurus |
|  | |
|  | †Erlikosaurus |
|  | |
|  | †Suzhousaurus |
|  | |
|  | †Enigmosaurus |
|  | |
|  | †Therizinosaurus |
|  | |
|  | †Nothronychus mckinleyi |
|  | |
|  | †Nothronychus graffami |
|  | |

|  | †Segnosaurus            |
|  |                         |
|  | †Erlikosaurus           |
|  |                         |
|  | †Suzhousaurus           |
|  |                         |
|  | †Enigmosaurus           |
|  |                         |
|  | †Therizinosaurus        |
|  |                         |
|  | †Nothronychus mckinleyi |
|  |                         |
|  | †Nothronychus graffami  |
|  |                         |

|  | †Erliansaurus |
|  | |
|  | †Nanshiungosaurus |
|  | |
|  | †Neimongosaurus |
|  | |
|  | \| \| †Segnosaurus \| \| \| \| \| \| †Erlikosaurus \| \| \| \| \| \| †Suzhousaurus \| \| \| \| \| \| †Enigmosaurus \| \| \| \| \| \| †Therizinosaurus \| \| \| \| \| \| †Nothronychus mckinleyi \| \| \| \| \| \| †Nothronychus graffami \| \| \| \| |
|  | |
|  | †Segnosaurus |
|  | |
|  | †Erlikosaurus |
|  | |
|  | †Suzhousaurus |
|  | |
|  | †Enigmosaurus |
|  | |
|  | †Therizinosaurus |
|  | |
|  | †Nothronychus mckinleyi |
|  | |
|  | †Nothronychus graffami |
|  | |

|  | †Segnosaurus            |
|  |                         |
|  | †Erlikosaurus           |
|  |                         |
|  | †Suzhousaurus           |
|  |                         |
|  | †Enigmosaurus           |
|  |                         |
|  | †Therizinosaurus        |
|  |                         |
|  | †Nothronychus mckinleyi |
|  |                         |
|  | †Nothronychus graffami  |
|  |                         |

|  | †Erliansaurus |
|  | |
|  | †Nanshiungosaurus |
|  | |
|  | †Neimongosaurus |
|  | |
|  | \| \| †Segnosaurus \| \| \| \| \| \| †Erlikosaurus \| \| \| \| \| \| †Suzhousaurus \| \| \| \| \| \| †Enigmosaurus \| \| \| \| \| \| †Therizinosaurus \| \| \| \| \| \| †Nothronychus mckinleyi \| \| \| \| \| \| †Nothronychus graffami \| \| \| \| |
|  | |
|  | †Segnosaurus |
|  | |
|  | †Erlikosaurus |
|  | |
|  | †Suzhousaurus |
|  | |
|  | †Enigmosaurus |
|  | |
|  | †Therizinosaurus |
|  | |
|  | †Nothronychus mckinleyi |
|  | |
|  | †Nothronychus graffami |
|  | |

|  | †Segnosaurus            |
|  |                         |
|  | †Erlikosaurus           |
|  |                         |
|  | †Suzhousaurus           |
|  |                         |
|  | †Enigmosaurus           |
|  |                         |
|  | †Therizinosaurus        |
|  |                         |
|  | †Nothronychus mckinleyi |
|  |                         |
|  | †Nothronychus graffami  |
|  |                         |

|  | †Erliansaurus |
|  | |
|  | †Nanshiungosaurus |
|  | |
|  | †Neimongosaurus |
|  | |
|  | \| \| †Segnosaurus \| \| \| \| \| \| †Erlikosaurus \| \| \| \| \| \| †Suzhousaurus \| \| \| \| \| \| †Enigmosaurus \| \| \| \| \| \| †Therizinosaurus \| \| \| \| \| \| †Nothronychus mckinleyi \| \| \| \| \| \| †Nothronychus graffami \| \| \| \| |
|  | |
|  | †Segnosaurus |
|  | |
|  | †Erlikosaurus |
|  | |
|  | †Suzhousaurus |
|  | |
|  | †Enigmosaurus |
|  | |
|  | †Therizinosaurus |
|  | |
|  | †Nothronychus mckinleyi |
|  | |
|  | †Nothronychus graffami |
|  | |

|  | †Segnosaurus            |
|  |                         |
|  | †Erlikosaurus           |
|  |                         |
|  | †Suzhousaurus           |
|  |                         |
|  | †Enigmosaurus           |
|  |                         |
|  | †Therizinosaurus        |
|  |                         |
|  | †Nothronychus mckinleyi |
|  |                         |
|  | †Nothronychus graffami  |
|  |                         |

|  | †Erliansaurus |
|  | |
|  | †Nanshiungosaurus |
|  | |
|  | †Neimongosaurus |
|  | |
|  | \| \| †Segnosaurus \| \| \| \| \| \| †Erlikosaurus \| \| \| \| \| \| †Suzhousaurus \| \| \| \| \| \| †Enigmosaurus \| \| \| \| \| \| †Therizinosaurus \| \| \| \| \| \| †Nothronychus mckinleyi \| \| \| \| \| \| †Nothronychus graffami \| \| \| \| |
|  | |
|  | †Segnosaurus |
|  | |
|  | †Erlikosaurus |
|  | |
|  | †Suzhousaurus |
|  | |
|  | †Enigmosaurus |
|  | |
|  | †Therizinosaurus |
|  | |
|  | †Nothronychus mckinleyi |
|  | |
|  | †Nothronychus graffami |
|  | |

|  | †Segnosaurus            |
|  |                         |
|  | †Erlikosaurus           |
|  |                         |
|  | †Suzhousaurus           |
|  |                         |
|  | †Enigmosaurus           |
|  |                         |
|  | †Therizinosaurus        |
|  |                         |
|  | †Nothronychus mckinleyi |
|  |                         |
|  | †Nothronychus graffami  |
|  |                         |